# The Little Yank
The Little Yank er en amerikansk stumfilm fra 1917 af George Siegmann.

## Medvirkende
- Dorothy Gish som Sallie Castleton.
- Frank Bennett som Johnnie.
- Bob Burns som James Castleton.
- Alberta Lee som Mrs. Castleton.
- Allan Sears som Major Rushton.